# Canossa
Canossa egy község Észak-Olaszországban, Emilia-Romagna régióban, Reggio Emilia megyében. A település  mellett található, 10 századi várkastély romja fontos turisztikai látványosságnak számít, annál is inkább, mert itt került sor 1077-ben IV. Henrik német-római császár híres Canossa-járására.

## Fekvése
Olaszország északi részén helyezkedik el az Appenin-hegységben, Reggio Emiliától 24 km-re délnyugatra.

## Története

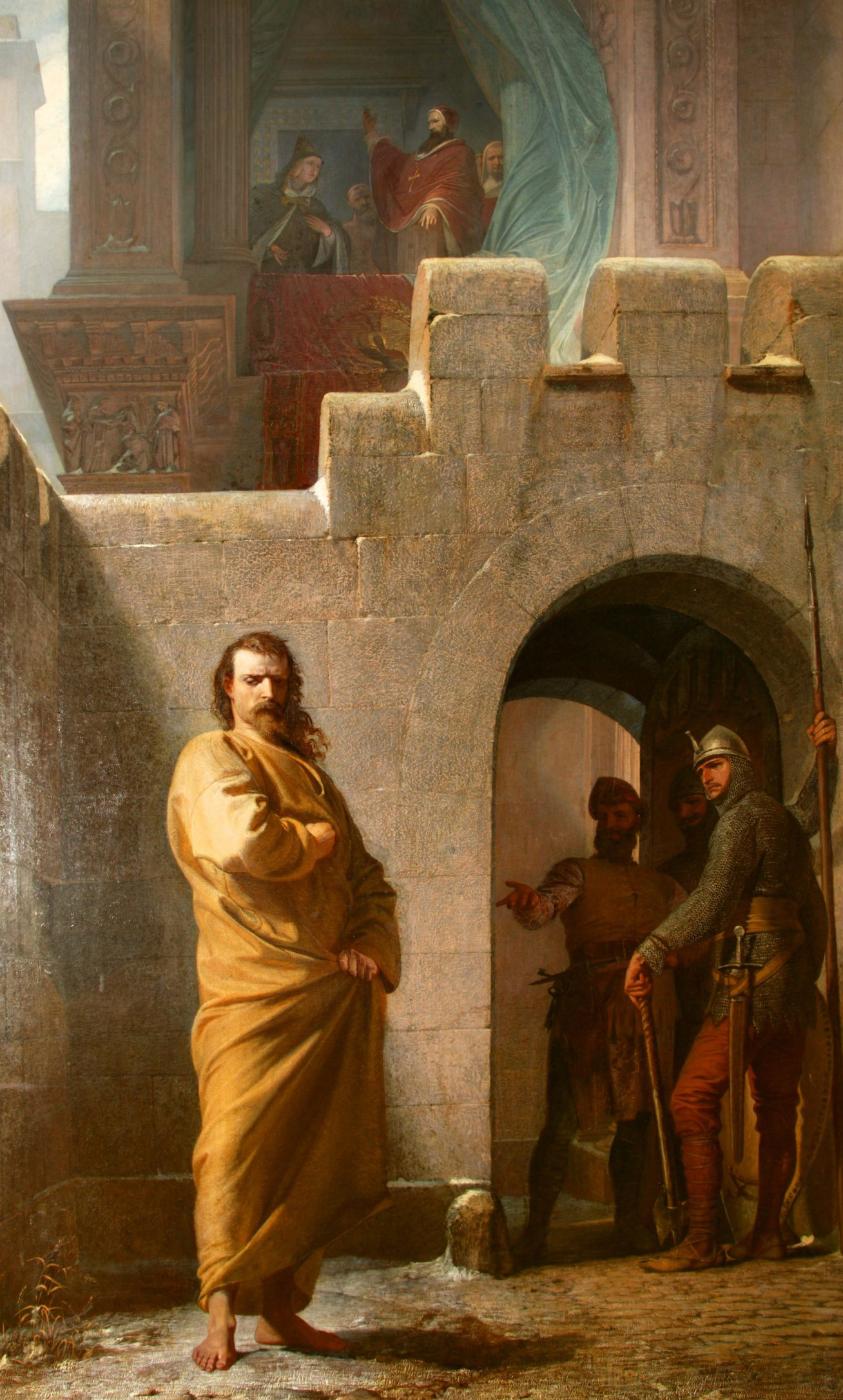
IV. Henrik Canossa vára előtt.

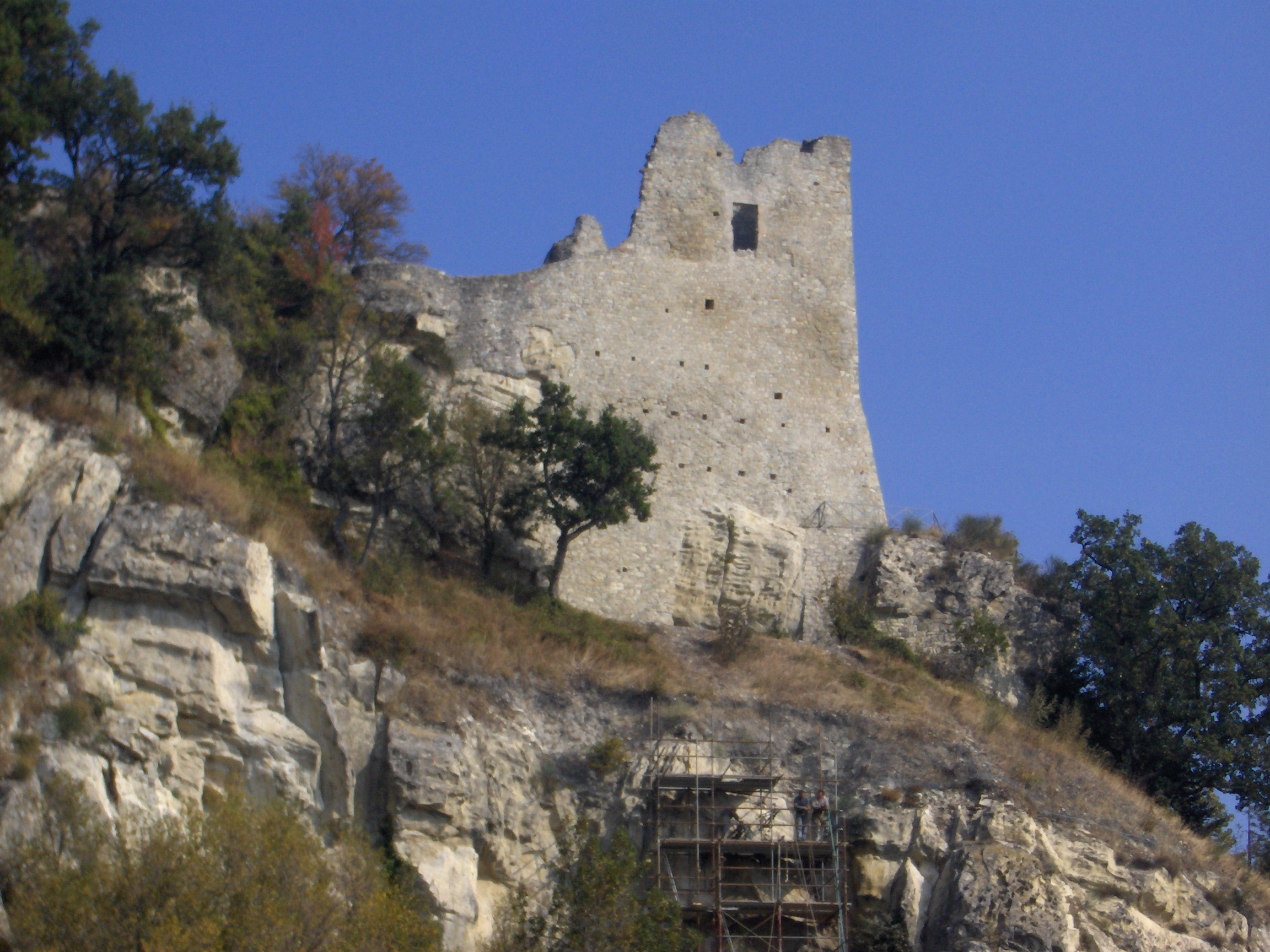
A várkastély romjai

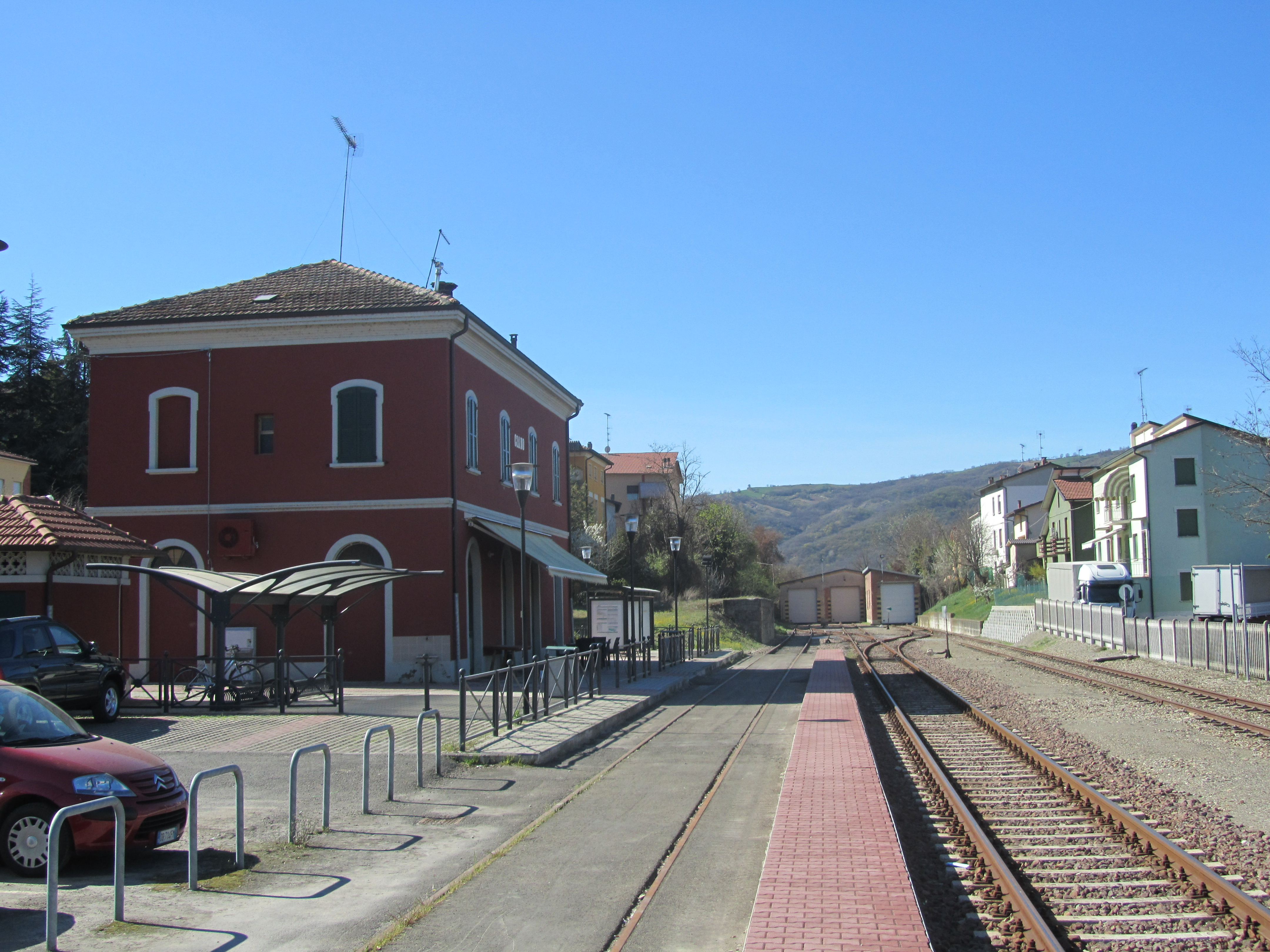
Stazione di Ciano

Canossa várát 940 körül építette egy lombardiai herceg, a település is ekkor alakulhatott ki a vár körül. A 10. század folyamán az Itáliai-félsziget legfontosabb várainak egyik legfontosabb várává vált, a várban egy bencés kolostort is alapítottak.
A vár történetének legfontosabb epizódja IV. Henrik 1077-ben lezajlott Canossa-járása volt, mikor is az ún. invesztitúraharc idején, a császár kénytelen volt vezeklőcsuhában bebocsátást kérni a várban tartózkodó VII. Gergely pápához, az egyházból való kiközösítés alól való feloldozásért esdekelve. Gergely – miután három napig megvárakoztatta a császárt a vár kapuja előtt – végül hozzájárult Henrik feloldozásához.
A várat 1253-ban pusztította el egy felkelő sereg, többé nem épült újra.

## Látnivalók
- A várkastély romjai.
- Az 1839-ben épített Tempietto del Petrarca.

## Közlekedés
A Reggio Emilia-Ciano d'Enza vonal végállomása Ciano városrészben található.